# عثمان واتارا
عثمان واتارا (انگلیسی: Ousmane Ouattara؛ زادهٔ ۲۲ دسامبر ۱۹۹۳) بازیکن فوتبال اهل ساحل عاج است.
وی همچنین در تیم‌های ملی فوتبال زیر ۲۳ سال ساحل عاج و ساحل عاج بازی کرده است.